# Санта Луча ди Серино (Авелино)
Санта Луча ди Серино (итал. Santa Lucia di Serino) је насеље у Италији у округу Авелино, региону Кампанија.
Према процени из 2011. у насељу је живело 1399 становника. Насеље се налази на надморској висини од 389 м.

## Становништво
Према резултатима пописа становништва 2011. у општини је живело 1.446 становника.
| 1931. | 1936. | 1951. | 1961. | 1971. | 1981. | 1991. | 2001. | 2011. |
| ----- | ----- | ----- | ----- | ----- | ----- | ----- | ----- | ----- |
| 1.298 | 1.353 | 1.464 | 1.366 | 1.172 | 1.398 | 1.490 | 1.516 | 1.446 |